# Marcelo Carrusca
Marcelo Adrián Carrusca (La Plata, Argentina, 1 de septiembre de 1983) es un exfutbolista argentino. Se desempeñó como volante creativo y su último equipo fue el West Adelaide SC de la National Premier Leagues South Australia de Australia. En mayo de 2019 anunció su retiro del fútbol profesional.

## Trayectoria
Se inició en las inferiores de Estudiantes de la Plata, hizo su primera aparición para el club en el 2001, y jugó 103 partidos convirtiendo 12 goles hasta el 2006. El 27 de julio de 2006 fichó por el Galatasaray, optando por un contrato por cinco años de alrededor de €1,8 millones. Jugó un año para el club, pero el 25 de julio de 2007 el Administrador del Galatasaray, Karl Heinz Feldkamp, informó oficialmente que Carrusca no iba a ser tenido en cuenta para el Club y pidió a la Junta que lo vendieran a fin de abrir espacio para una nueva transferencia de extranjeros. Después de no tener chaces de jugar en el Galatasaray, lo que le valió convertirse en la transferencia símbolo de fiasco por excelencia de la liga turca, fue cedido por un año al Cruz Azul de la Primera División de México para la temporada de fútbol 2008-09. Luego volvió al club que lo vio nacer, Estudiantes de La Plata, para jugar con el equipo durante la temporada 2009-10 de la Primera División argentina y la Copa Mundial de Clubes de la FIFA 2009. El 8 de julio de 2010, Carrusca firmó con el Club Atlético Banfield a préstamo por un año y con opción de compra, procedente del Galatasaray, para reemplazar al mediapunta izquierdo transferido recientemente James Rodríguez. Anotó su primer gol con Banfield en la fecha 6 del Torneo Apertura 2010 frente al Club Atlético Huracán, partido que finalizó con un empate 2 a 2. Su primer gol con Banfield fue en un torneo internacional ante Vélez Sarsfield en el partido de vuelta por la Copa Sudamericana 2010 donde posteriormente salió expulsado. Ese gol permitió la clasificación de Banfield a la siguiente etapa del Torneo, donde se mediría con Deportes Tolima. En agosto de 2012, el Chelo ficha por el Adelaide United. En 2019 anuncia su retiro de la práctica profesional.

### Selección nacional de Argentina
Ha sido internacional con la selección nacional de fútbol de Argentina sub-20, ha jugado 16 partidos internacionales y ha anotado 2 goles, uno de ellos en la victoria por 1 a 0 ante Brasil en Punta del Este durante el Sudamericano Sub-20 Uruguay 2003. Fue campeón de ese certamen.

## Participaciones en Copas del Mundo
| Mundial                          | Sede                   | Resultado |
| -------------------------------- | ---------------------- | --------- |
| Copa Mundial Juvenil Sub-20 2003 | Emiratos Árabes Unidos | Semifinal |

## Clubes
| Club                     | País      | Año         |
| ------------------------ | --------- | ----------- |
| Estudiantes de La Plata  | Argentina | 2001 - 2006 |
| Galatasaray              | Turquía   | 2006 - 2008 |
| Cruz Azul                | México    | 2008 - 2009 |
| Estudiantes de La Plata  | Argentina | 2009 - 2010 |
| Banfield                 | Argentina | 2010 - 2011 |
| San Martín de San Juan   | Argentina | 2011 - 2012 |
| Adelaide United FC       | Australia | 2012 - 2017 |
| Melbourne City FC        | Australia | 2017 - 2018 |
| Western Sydney Wanderers | Australia | 2018        |
| West Adelaide SC         | Australia | 2019        |